# قرار مجلس الأمن التابع للأمم المتحدة رقم 1505
قرار مجلس الأمن التابع للأمم المتحدة رقم 1505، الذي تم اعتماده بالإجماع في 4 سبتمبر 2003، بعد التذكير بالقرار 1503 (2003)، عين المجلس حسن بوبكر جالو مدعيًا عامًا للمحكمة الجنائية الدولية لرواندا (ICTR).
ووافق بعد ذلك على تعيين حسن بوبكر جالو لمدة أربع سنوات، تبدأ في 15 سبتمبر 2003.

## روابط خارجية
- نص القرار في undocs.org